# Andrij Worobej
Andrij Oleksijowytsch Worobej (ukrainisch Андрі́й Олексі́йович Воробе́й, wiss. Transliteration Andrij Oleksijovyč Vorobej; russisch Андрей Алексеевич Воробей, Andrei Alexejewitsch Worobej; * 29. November 1978 in Donezk) ist ein ukrainischer Fußballspieler. Der Stürmer ist langjähriger ukrainischer Nationalspieler.

## Karriere
Worobej war von 1994 bis 2007 bei Schachtar Donezk unter Vertrag und kam 1997 ins Profiteam von Donezk. Dort schoss er in 291 Spielen 113 Tore, davon 80 Tore in 219 Spielen in der ersten ukrainischen Liga. Mit Schachtar Donezk gewann er zweimal die ukrainische Meisterschaft (2002; 2005) und dreimal den ukrainischen Pokal (2001; 2002; 2004). Außerdem wurde er 2000 zum besten Spieler der ukrainischen Liga gewählt. Ein Jahr später wurde er auch mit 20 Toren der Torschützenkönig.
Zur Saison 2007/08 wechselte er zum Ligakonkurrenten Dnipro Dnipropetrowsk, zwei Jahre später zu Arsenal Kiew.
Für die ukrainische Nationalmannschaft bestritt er bislang 68 Spiele und schoss neun Tore. Vom ukrainischen Nationaltrainer Oleh Blochin wurde er auch in den 23-köpfigen Kader für die Fußball-WM 2006 berufen, er blieb jedoch bei seinen vier Einsätzen torlos. Sein Debüt für die Nationalmannschaft gab er im Mai 2000 gegen England.

## Erfolge
- Ukrainische Meisterschaft: 2001/02, 2004/05, 2005/06
- Ukrainischer Pokal: 2001, 2002, 2004
- Ukrainischer Superpokal: 2005
- Teilnahme an einer WM: 2006 (4 Einsätze)
- Bester Spieler der Wyschtscha Liha: 1999/2000
- Torschützenkönig der Wyschtscha Liha: 2000/01